# Silene reticulata
Silene reticulata är en nejlikväxtart som beskrevs av René Louiche Desfontaines. Silene reticulata ingår i släktet glimmar, och familjen nejlikväxter. Inga underarter finns listade i Catalogue of Life.